# Lúzer
A lúzer önmegvalósításra, sikerek elérésére lényegileg alkalmatlan, reménytelen életű, kilátástalan jövőjű személy. Amerikai, hacker eredetű, súlyosan pejoratív szleng kifejezés. Tükörfordított jelentése: „vesztes”.

## Eredet
A szó eredetileg számítógépes környezetben született, 1975 körül a MIT-en. Az ITS többfelhasználós operációs rendszeren a ctrl+z megnyomásának hatására a rendszer némi állapotinformációval látta el a felhasználót, amelyben a rendszerre éppen bejelentkezett személyek száma is ott volt, valahogy így: „14 users” (14 felhasználó van belépve). Valaki azt gondolta, hogy jó vicc átírni a rendszert úgy, hogy ehelyett „14 losers” jelenjen meg. Ez némi vitát gerjesztett, mert a felhasználók egy része nem nagyon örült, hogy az akkor még tükörfordított értelemben „vesztes”-nek nevezik, valahányszor az egyetemi számítógépes infrastruktúrát használja. Egy ideig a hackerek sokan oda és vissza változtatták a rendszert, teljesen véletlenszerű volt, hogy éppen belépve melyik rendszerüzenet fogadja az embert. Aztán valaki megragadt a „luser”-nél, amit végül mindenki elfogadott.
Egy későbbi ITS rendszerű számítógéptípusban pedig a „luser” már egy általános segítségkérő parancs lett.

## Alakok és jelentések
A szó eredeti környezetében különösen a számítógépes világban nehézkesen mozgó, tehetetlen személyt jelentett, és loser és luser alakban is előfordul. Ugyanakkor a jelentése már ott is kiterjedt az életben általában szerencsétlen jövőjűnek tekintett személyekre, például az ismert ökoterrorista, Unabomber kiáltványában írja, hogy „belül minden baloldali lúzernek érzi magát”. Valamint Bill Gates is egy alkalommal így reagált a Microsoft üzleti korrektségével kapcsolatos kérdésekre: „Csakugyan azt akarja mondani, hogy pusztán azért kellene felemelnünk a DOS árát, hogy segítsünk azoknak a lúzereknek a Novellnél?”
Jelenleg a szó pontos értelme némileg vitatható. Angol nyelvterületen mind "loser", mind "luser" alapban előfordul, magyarul csak a „lúzer”, esetleg (hackereknél gyakori ékezet nélküli üzemmódban) "luzer" alakban használatos. Magyar nyelvterületen csak az első, kiterjesztett értelmű jelentéssel találkozhatunk, a számítógépes értelemben vett tehetetlenségre inkább a „lamer”, „láma”, „HU” (hülye user) rövidítések vonatkoznak.